# Emery Okundji
Emery Okundji Ndjovu, né le 11 mai 1964 à Kinshasa, est un homme politique de la République démocratique du Congo. Il a été ministre des Postes, Télécommunications et Nouvelles technologies de l'information et de la communication (PTNTIC) de 2017 à 2019, puis député national du 13 février 2019 au 15 décembre 2023.
Il a soutenu plusieurs initiatives liées à la stratégie numérique de l'État et à la régulation des communications électroniques.
En 2019, en tant que ministre sortant, il a été désavoué par plusieurs cadres de son ministère à propos de la répartition des primes de rétrocession.
Il s'est également exprimé publiquement pour démentir des allégations sur la coupure d'internet à l'échelle nationale.